# Amphicyoninae
Sous-famille
Les Amphicyoninae sont une sous-famille fossile de chiens-ours dont les espèces ont habité en Amérique du Nord, en Eurasie et en Afrique, il a entre 37,2 à 2,6 Ma.

## Liste des genres
- genre †Amphicyon Lartet, 1836
- genre †Cynelos Jourdan, 1862
- genre †Cynodictis Bravard & Pomel, 1850
- genre †Goupilictis Ginsburg, 1969
- genre †Ischyrocyon Matthew & Gidley, 1904
- genre †Magericyon Peigné, Salesa, Antón & Morales, 2008
- genre †Pliocyon  Thorpe, 1921
- genre †Pseudocyon Lartet, 1851
- genre †Ysengrinia Ginsburg, 1965